# Extensão vocal

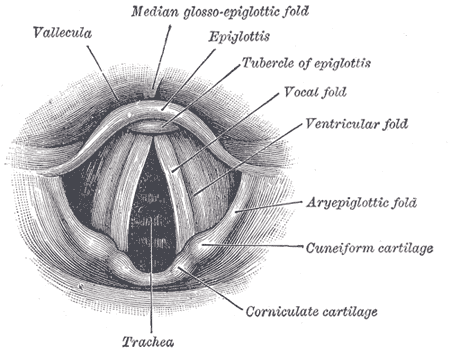
As pregas vocais, responsáveis pela extensão vocal

Extensão vocal se refere à faixa de altura sonora que um cantor ou cantora consegue produzir, num determinado registro vocal ou, se considerado de maneira global, em todos os seus registros somados. A extensão vocal de um indivíduo é geralmente expresso por um intervalo musical ( por exemplo, três oitavas),  ou pelas notas musicais extremas (por exemplo, do Si2 ao Mi5). A extensão tem, portanto, uma abrangência maior que a tessitura. Enquanto que a extensão representa todas as notas fisicamente realizáveis, a tessitura refere-se às notas mais apropriadamente realizadas no que tange à qualidade da emissão. Sendo assim, um cantor poderá articular notas fora de sua tessitura mas jamais realizará notas fora de sua extensão vocal.

## Voz falada
A frequência natural da voz humana é determinada pelo comprimento das pregas vocais. Assim mulheres que têm as pregas vocais mais curtas possuem voz mais aguda que os homens com pregas vocais mais longas. É por esse mesmo motivo que as vozes das crianças são mais agudas do que as dos adultos. A mudança de voz costuma ocorrer na puberdade que é provocada pela modificação das pregas vocais que de mais finas mudam para uma espessura mais grossa. Este fato é especialmente relevante nos indivíduos do sexo masculino. O comprimento e a espessura das cordas vocais determinam, tanto para o sexo masculino, como para o feminino, a extensão vocal e o registro de alcance das notas produzidas vocalmente.
A laringe e as pregas vocais não são os únicos órgãos responsáveis pela fonação. Os lábios, a língua, os dentes, o véu palatino e a boca concorrem também para a formação dos sons.

## Extensão das principais vozes

### Tenor ligeiro
Voz pouco forte; alcança notas agudas. Ex: Almaviva, no Barbeiro de Sevilha.

### Tenor lírico
Voz mais forte; timbre suave. Ex: Rodolfo em La Bohème

### Tenor dramático
Voz forte; timbre metálico. Ex: Turiddu, na Cavalleria Rusticana

### Barítono lírico
Voz intermediária entre agudo e grave,. Ex: Escamilo na Carmen

### Barítono dramático
Voz mais forte e timbre metálico. Ex: Rigoletto na ópera do mesmo nome.

### Baixo cantante
Voz grave, timbre suave. Ex: Salvator Rosa na ópera do mesmo nome.

### Baixo profundo
Voz bem grave e mais forte que a anterior. Ex: Zarastro na Flauta Mágica.

### Soprano dramático
Voz forte; timbre doce. Ex: Butterfly na Madame Butterfly.

### Mezzo-soprano
Voz intermediária entre agudo e grave. Ex: Carmen na ópera de mesmo nome.

### Contralto
Voz feminina mais grave, timbre escuro. Ex: Azucena em Il Trovatore